# Plazoleta de San Blas

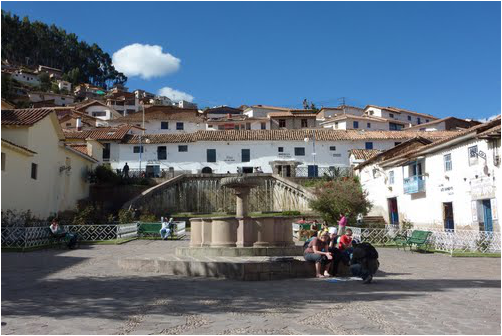
Vista de la plaza hacia la calle Tandapata. Nótese la fuente de piedra del centro y, hacia el fondo, la paqcha.

La plazoleta de San Blas es una plaza pública ubicada en el centro histórico del Cusco, Perú. Se destaca por la Iglesia de San Blas que se levanta a su lado y que constituye un importante punto turístico por su arquitectura colonial.
Desde 1972 el inmueble forma parte de la Zona Monumental del Cusco declarada como Monumento Histórico del Perú. Asimismo, en 1983 al ser parte del casco histórico de la ciudad del Cusco, forma parte de la zona central declarada por la UNESCO como Patrimonio Cultural de la Humanidad.

## Historia
La plaza se ubica en lo que era el antiguo barrio inca de "T'oqokachi" ubicado en un cerro a 400 metros al noreste de la antigua Huacaypata y a 200 metros afuera de los límites sagrados de la ciudad inca. En aquel cerro se levantaban, además de las tumbas de los incas Huiracocha, Túpac Yupanqui y Huayna Cápac, un santuario inca consagrado al culto del Illapa, dios inca de los truenos, relámpagos y rayos. Durante la época colonial, la actual Iglesia de San Blas se construyó sobre dicho santuario. Tras la fundación española de la ciudad del Cusco, el barrio de San Blas que se extiende alrededor de la iglesia y la plazoleta fue elevado a parroquia indígena y es considerada como la primera parroquia de la ciudad.
En los años 1990, durante la gestión edilicia del alcalde Daniel Estrada Pérez, la plaza fue sometida a un proceso de reconstrucción. Ese proceso incluyó la construcción de la "paqcha" o fuente que se levanta en la pared nororiental de la plaza y que hace referencia a las varias manantes que antiguamente existían en esa zona.

## Entorno
La plazoleta se extiende entre las calles Carmen Bajo (extremo suroeste) y Tandapata (extremo noreste), estando esta última, a una mayor altura por lo que el acceso a la plazoleta se realiza mediante escaleras. Precisamente en este extremo de la plaza, ubicada en la pendiente, se encuentra la fuente o "paqcha" de la plazoleta que constituye la vista turística más conocida de la misma. Frente a la plazoleta, la calle Tandapata acoge diversos restaurantes y hoteles. 
En la calle Carmen Bajo, frente a la Plazoleta, se encuentra el Colegio El Carmelo, fundado en 1963, que brinda educación primara y secundaria para mujeres y se encuentra dirigido por la Congregación de Carmelitas Misioneras. En el lado noroeste de la plazoleta se levanta la Iglesia de San Blas y al lado sureste existen edificios residenciales de arquitectura colonial cusqueña. Entre estos edificios se encuentra el museo, estudio y tienda de Hilario Mendívil Velasco (Cusco, 1927-1977) quien, junto con su esposa Georgina Dueñas, fueron eminentes artesanos cusqueños cuya obra se mantiene vigente por parte de sus hijos y nietos.
En el centro de la plaza se destaca una fuente de piedra y usualmente recibe a pintores y dibujantes que ofrecen sus obras al público así como la realización de retratos al paso.